# Szpak jednobarwny

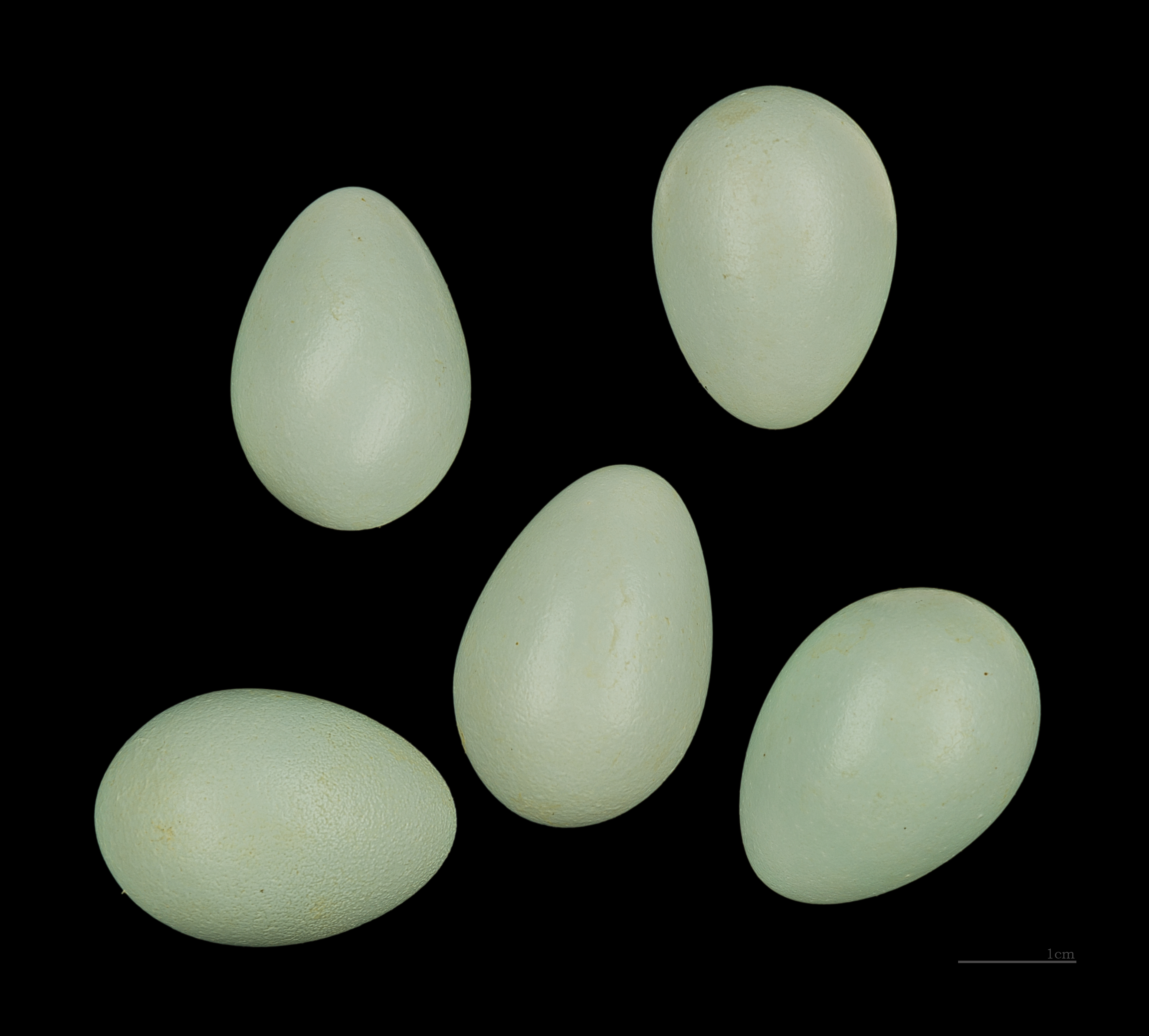
Jaja z kolekcji muzealnej

Szpak jednobarwny (Sturnus unicolor) – gatunek średniej wielkości ptaka z rodziny szpakowatych (Sturnidae).
Zasięg występowania
Występuje na Półwyspie Iberyjskim, w południowej Francji, na wyspach Morza Śródziemnego (Korsyka, Sardynia i Sycylia) oraz w północnej Afryce. Jest to ptak głównie osiadły.
23 stycznia 2024 roku został po raz pierwszy stwierdzony w Polsce – sfotografowano go w Tychach w województwie śląskim. W kolejnych dniach został też sfotografowany przez innych obserwatorów. W czerwcu tego samego roku Komisja Faunistyczna Sekcji Ornitologicznej Polskiego Towarzystwa Zoologicznego zaakceptowała te stwierdzenia i wciągnęła gatunek na Listę awifauny krajowej.
Systematyka
Blisko spokrewniony ze szpakiem zwyczajnym (S. vulgaris), dawniej bywały one nawet łączone w jeden gatunek. Na obszarach, gdzie zasięgi występowania tych dwóch gatunków nachodzą na siebie, odnotowano przypadki hybrydyzacji. Nie wyróżnia się podgatunków.
Morfologia
Nie jest zbyt podobny do szpaka zwyczajnego, bo jego upierzenie jest całkowicie czarne. Mierzy 21–23 cm, rozpiętość skrzydeł wynosi 38–42 cm.
Status
IUCN uznaje szpaka jednobarwnego za gatunek najmniejszej troski (LC, Least Concern) nieprzerwanie od 1988 (stan w 2020). Liczebność światowej populacji szacuje się na 87–111 milionów dorosłych osobników. Trend liczebności populacji uznawany jest za wzrostowy.